# Classe 800 Codecasa
Le Motovedette costiere Classe 800 sono delle unità navali Ognitempo e auto-raddrizzanti della Guardia Costiera italiana,  concepite per il servizio del soccorso marittimo (SAR) e coordinamento di operazioni di salvataggio in caso di sinistro, appositamente allestite e specializzate al servizio di salvataggio d'altura anche in condizioni meteo marine avverse. Costruite in lega di alluminio, sono state realizzate dai cantieri CodecasaDue di Viareggio, in ventinove esemplari suddivisi in tre serie, la prima nel 1994 con distintivo ottico da CP 801 a CP 813, la seconda nel 2001 con distintivo ottico da CP 863 a CP 871, CP 882 e CP 883, e da CP 890 a CP 892 e la terza nel 2009 con distintivo ottico CP 893 e CP 894.

## Caratteristiche
Le unità della prima serie hanno un dislocamento a pieno carico di 9,1 tonnellate, lunghezza fuori tutto 10,6 metri, larghezza 4,10 metri e  pescaggio 0,74 metri e un equipaggio di tre persone.
Le unità della seconda serie hanno un dislocamento standard di 8,6 tonnellate a pieno carico di 9,936 tonnellate, lunghezza fuori tutto 10,6 metri, larghezza massima 4,10 metri, con una larghezza dello scafo di 3,52 metri e pescaggio di 0,73 metri che a pieno carico diventa 0,77 metri e sono dotate di una strumentazione di telecomunicazione, navigazione e scoperta all’avanguardia e fornite di attrezzature particolari quali il parabordo perimetrale, altamente resistente agli urti e alle abrasioni, che, oltre a fornire un’enorme riserva di galleggiamento, permette di accostare qualsiasi imbarcazione in condizioni di mare avverso. Il loro equipaggio standard è di tre persone con cui è possibile recuperare fino a 15 naufraghi a bordo e prestare un primo soccorso, con zattere di salvataggio, fino a 144 persone.

### Propulsione
Nelle unità della prima serie la propulsione è costituita da due motori diesel entrobordo VOLVO PENTA TAMD71B, ciascuno da 279 KW, che consentono una velocità massima di 30 nodi con una autonomia di 137 miglia.
Nelle unità della seconda serie l'apparato motore è costituito da due motori Diesel entrobordo VOLVO PENTA TAMD74C, ciascuno dei quali con una potenza di 330 Kw (450 Hp)@2600rpm e da due idrogetti HAMILTON Hj 292, che consentono alle unità di raggiungere a pieno carico una velocità massima di 32 nodi. La riserva di carburante è di 970 litri di gasolio, che consente, ad una velocità di 30 nodi, un'autonomia di 180 miglia.